# Thorondor (satellit)
Thorondor, eller S/2006 (385446) 1 är en satellit till den transneptunska asteroiden 385446 Manwë och upptäcktes den 25 juli 2006 av amerikanska astronomer med Hubbleteleskopet.
Den fick sitt namn efter den Thorondor, Herre över Örnarna under den första åldern i J. R. R. Tolkiens fantasyvärld Midgård.